# سی و هفتمین دوره جوایز تمشک طلایی
سی و هفتمین دوره جوایز تمشک طلایی (انگلیسی: 37th Golden Raspberry Awards) که توسط بنیاد تمشک طلایی برگزار می شود، به بررسی بدترین فیلم ها در سال ۲۰۱۶ پرداخت.

## برندگان و نامزدها
| بدترین فیلم - آمریکای هیلاری: تاریخ پنهان حزب دموکرات – جرالد آر. مولن - بتمن در برابر سوپرمن: طلوع عدالت – چارلز روون, دبورا اسنایدر - بابابزرگ کثیف – بیل بلاک, مایکل سیمکین، جیسون برت، بری جوزفسون - خدایان مصر – بیسیل ایوانیک, الکس پرویاس - روز استقلال: بازخیز – دین دولین, هارالد کلوزر, رولاند امریش - زولندر ۲ – استوارت کورنفلد, اسکات رودین, بن استیلر, کلایتون تاوزند                                                                      | بدترین کارگردان - دنیش دسوزا و بروس اسکولی برای آمریکای هیلاری: تاریخ پنهان حزب دموکرات - رولاند امریش برای روز استقلال: بازخیز - تایلر پری برای بوو! یک هالووین مدیایی - الکس پرویاس برای خدایان مصر - زک اسنایدر برای بتمن در برابر سوپرمن: طلوع عدالت - بن استیلر برای زولندر ۲ |
| بدترین بازیگر مرد - دنیش دسوزا برای آمریکای هیلاری: تاریخ پنهان حزب دموکرات در نقش خودش - بن افلک برای بتمن در برابر سوپرمن: طلوع عدالت در نقش بتمن / بروس وین - جرارد باتلر برای خدایان مصر و لندن سقوط کرده است در نقش ست و Mike Banning - هنری کویل برای بتمن در برابر سوپرمن: طلوع عدالت در نقش سوپرمن / کلارک کنت - رابرت دنیرو برای بابابزرگ کثیف در نقش ریچارد "دیک" کلی - بن استیلر برای زولندر ۲ در نقش درک زولندر                              | بدترین بازیگر زن - ربکا تورنر برای آمریکای هیلاری: تاریخ پنهان حزب دموکرات در نقش هیلاری کلینتون - مگان فاکس برای لاک‌پشت‌های نینجای نوجوان جهش‌یافته: خارج از سایه‌ها در نقش April O'Neil - تایلر پری برای بوو! یک هالووین مدیایی در نقش Mabel "Madea" Simmons - جولیا رابرتس برای روز مادر در نقش Miranda Collins - نائومی واتس برای مجموعه سنت‌شکن: هم‌پیمان و Shut In در نقش Evelyn Johnson-Eaton و ماری پورتمن - شیلین وودلی برای مجموعه سنت‌شکن: هم‌پیمان در نقش Beatrice "Tris" Prior |
| بدترین بازیگر مکمل مرد - جسی آیزنبرگ برای بتمن در برابر سوپرمن: طلوع عدالت در نقش لکس لوتر - نیکلاس کیج برای اسنودن در نقش Hank Forrester - جانی دپ برای آلیس آنسوی آینه در نقش تارانت هایتاپ / کلاهدوز دیوانه - ویل فرل برای زولندر ۲ در نقش Jacobim Mugatu - جرد لتو for جوخه انتحار در نقش جوکر - اوون ویلسون برای زولندر ۲ در نقش هانسل مک‌دونالد | بدترین بازیگر مکمل زن - کریستن ویگ برای زولندر ۲ در نقش Alexanya Atoz - جولیان هاف برای بابابزرگ کثیف در نقش Meredith Goldstein - کیت هادسون برای روز مادر در نقش Jesse - آبری پلازا برای بابابزرگ کثیف در نقش Lenore - جین سیمور برای پنجاه طیف بلک در نقش Claire Black - سلا وارد برای روز استقلال: بازخیز در نقش President Elizabeth Lanford |
| بدترین زوج سینمایی یا گروه بازیگری - بن افلک و هنری کویل در بتمن در برابر سوپرمن: طلوع عدالت - Any two Egyptian gods or mortals in خدایان مصر - جانی دپ and his vomitously vibrant costume in آلیس آنسوی آینه - The entire cast of once respected actors in تضمین زیبایی - تایلر پری و that same old worn out wig در بوو! یک هالووین مدیایی - بن استیلر and his BFF (Barely Funny Friend) اوون ویلسون در زولندر ۲                                        | بدترین بازسازی، پیش‌درآمد یا دنباله - بتمن در برابر سوپرمن: طلوع عدالت - آلیس آنسوی آینه - پنجاه طیف بلک - روز استقلال: بازخیز - لاک‌پشت‌های نینجای نوجوان جهش‌یافته: خارج از سایه‌ها - زولندر ۲ |
| بدترین فیلم‌نامه - بتمن در برابر سوپرمن: طلوع عدالت – کریس تریو و دیوید اس. گویر, from the characters created by دی‌سی کامیکس - بابابزرگ کثیف – جان ام. فیلیپس - خدایان مصر – Matt Sazama and Burk Sharpless - آمریکای هیلاری: تاریخ پنهان حزب دموکرات – دینش دسوزا و Bruce Schooley - روز استقلال: بازخیز – دین دولین, رولاند امریش, جیمز وندربیلت, James A. Woods و Nicolas Wright - جوخه انتحار – دیوید آیر, from the characters created by دی‌سی کامیکس | جایزه تمشک طلایی افتخاری - مل گیبسون – ستیغ اره‌ای |
| The Barry L. Bumstead Award (For a movie that cost a lot and lost a lot) - سوءرفتار (فیلم) (Lionsgate Premiere) | |

## باکس آفیس نامزدها
| فیلم                                             | بودجه        | باکس آفیس    | نت           | راتن تومیتوز | متاکریتیک | منابع.               |
| ------------------------------------------------ | ------------ | ------------ | ------------ | ------------ | --------- | -------------------- |
| بتمن در برابر سوپرمن: طلوع عدالت                 | $۲۵۰٬۰۰۰٬۰۰۰ | $۸۷۳٬۲۶۰٬۱۹۴ | $۶۲۳٬۲۶۰٬۱۹۴ | 27% (4.9/10) | 44/100    | [ ۲ ] [ ۳ ] [ ۴ ]    |
| زولندر ۲                                         | $۵۰٬۰۰۰٬۰۰۰  | $۵۵٬۹۶۹٬۰۰۰  | $۵٬۹۶۹٬۰۰۰   | 23% (4.5/10) | 34/100    | [ ۵ ] [ ۶ ] [ ۷ ]    |
| بابابزرگ کثیف                                    | $۱۱٬۵۰۰٬۰۰۰  | $۹۴٬۰۷۳٬۰۲۸  | $۸۲٬۵۷۳٬۰۲۸  | 10% (2.8/10) | 18/100    | [ ۸ ] [ ۹ ] [ ۱۰ ]   |
| خدایان مصر                                       | $۱۴۰٬۰۰۰٬۰۰۰ | $۱۵۰٬۶۸۰٬۸۶۴ | $۱۰٬۶۸۰٬۸۶۴  | 16% (3.5/10) | 25/100    | [ ۱۱ ] [ ۱۲ ] [ ۱۳ ] |
| آمریکای هیلاری: تاریخ پنهان حزب دموکرات          | $۵٬۰۰۰٬۰۰۰   | $۱۳٬۰۹۹٬۹۳۱  | $۸٬۰۹۹٬۹۳۱   | 4% (1.7/10)  | 2/100     | [ ۱۴ ] [ ۱۵ ] [ ۱۶ ] |
| روز استقلال: بازخیز                              | $۱۶۵٬۰۰۰٬۰۰۰ | $۳۸۹٬۶۸۱٬۹۳۵ | $۲۲۴٬۶۸۱٬۹۳۵ | 31% (4.3/10) | 32/100    | [ ۱۷ ] [ ۱۸ ] [ ۱۹ ] |
| آلیس آنسوی آینه                                  | $۱۷۰٬۰۰۰٬۰۰۰ | $۲۹۹٬۴۵۷٬۰۲۴ | $۱۲۹٬۴۵۷٬۰۲۴ | 30% (4.6/10) | 34/100    | [ ۲۰ ] [ ۲۱ ] [ ۲۲ ] |
| بوو! یک هالووین مدیایی                           | $۲۰٬۰۰۰٬۰۰۰  | $۷۴٬۸۲۱٬۴۰۹  | $۵۴٬۸۲۱٬۴۰۹  | 21% (3.8/10) | 30/100    | [ ۲۳ ] [ ۲۴ ] [ ۲۵ ] |
| پنجاه طیف بلک                                    | $۵٬۰۰۰٬۰۰۰   | $۲۲٬۲۲۷٬۵۱۴  | $۱۷٬۲۲۷٬۵۱۴  | 7% (2.8/10)  | 28/100    | [ ۲۶ ] [ ۲۷ ] [ ۲۸ ] |
| روز مادر                                         | $۲۵٬۰۰۰٬۰۰۰  | $۴۳٬۷۹۲٬۸۵۹  | $۱۸٬۷۹۲٬۸۵۹  | 7% (2.9/10)  | 18/100    | [ ۲۹ ] [ ۳۰ ] [ ۳۱ ] |
| جوخه انتحار                                      | $۱۷۵٬۰۰۰٬۰۰۰ | $۷۴۵٬۶۰۰٬۰۵۴ | $۵۷۰٬۶۰۰٬۰۵۴ | 26% (4.7/10) | 40/100    | [ ۳۲ ] [ ۳۳ ] [ ۳۴ ] |
| لاک‌پشت‌های نینجای نوجوان جهش‌یافته: خارج از سایه‌ها | $۱۳۵٬۰۰۰٬۰۰۰ | $۲۴۵٬۶۲۳٬۸۴۸ | $۱۱۰٬۶۲۳٬۸۴۸ | 38% (4.7/10) | 40/100    | [ ۳۵ ] [ ۳۶ ] [ ۳۷ ] |
| مجموعه سنت‌شکن: هم‌پیمان                           | $۱۱۰٬۰۰۰٬۰۰۰ | $۱۷۹٬۲۴۶٬۸۶۸ | $۶۹٬۲۴۶٬۸۶۸  | 12% (4.1/10) | 33/100    | [ ۳۸ ] [ ۳۹ ] [ ۴۰ ] |
| تضمین زیبایی                                     | $۳۶٬۰۰۰٬۰۰۰  | $۷۵٬۶۰۲٬۰۰۱  | $۳۹٬۶۰۲٬۰۰۱  | 12% (3.5/10) | 23/100    | [ ۴۱ ] [ ۴۲ ] [ ۴۳ ] |
| لندن سقوط کرده است                               | $۶۰٬۰۰۰٬۰۰۰  | $۲۰۵٬۷۵۴٬۴۴۷ | $۱۴۵٬۷۵۴٬۴۴۷ | 25% (3.9/10) | 28/100    | [ ۴۴ ] [ ۴۵ ] [ ۴۶ ] |
| Shut In                                          | $۱۰٬۰۰۰٬۰۰۰  | $۸٬۴۳۵٬۲۸۵   | $-۱٬۵۶۴٬۷۱۵  | 3% (2.8/10)  | 22/100    | [ ۴۷ ] [ ۴۸ ] [ ۴۹ ] |
| اسنودن                                           | $۴۰٬۰۰۰٬۰۰۰  | $۳۴٬۳۰۸٬۶۹۳  | $-۵٬۶۹۱٬۳۰۷  | 61% (6.2/10) | 58/100    | [ ۵۰ ] [ ۵۱ ] [ ۵۲ ] |